# Taburno Piedirosso
Il Taburno Piedirosso è un vino DOC la cui produzione è consentita nella provincia di Benevento.

## Caratteristiche organolettiche
- colore: rosso rubino brillante più o meno intenso.
- odore: vinoso, gradevole, caratteristico.
- sapore: fruttato, asciutto.

## Storia
Non si esclude possa essere identificato con l'uva Colombina o con il Falerno Gaurano, lodato da Plinio il Vecchio. Rappresenta un antico vitigno coltivato nelle province di Napoli, Caserta e Salerno. Il suo nome deriva dal colore rosso, come quello del piede del piccione, che il tralcio assume poco prima del periodo della vendemmia.

## Abbinamenti consigliati
Vino abbastanza versatile. Abbinabile con tutte le carni e, caso non frequente per un rosso, anche con il pesce.

## Produzione
Provincia, stagione, volume in ettolitri
- Benevento  (1996/97)  23,0